# Robert Fox (Historiker)

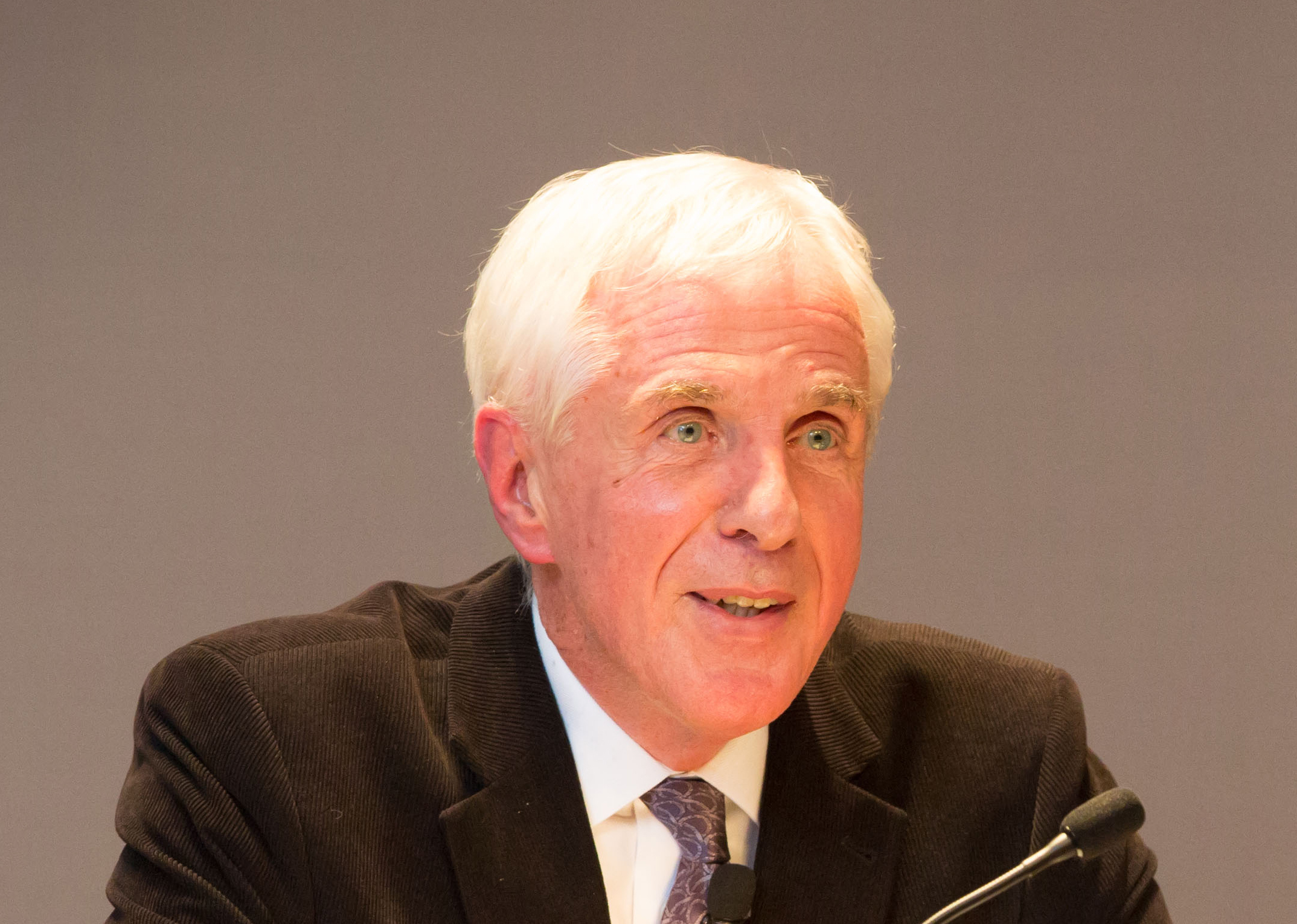
Robert Fox 2013

Robert Fox (* 7. Oktober 1938) ist ein britischer Wissenschaftshistoriker und emeritierter Hochschullehrer an der Universität Oxford. 
Fox studierte ab 1957 am Imperial College London und ab 1958 in Oxford (Oriel College) Physik mit dem Bachelor-Abschluss 1961 und dem Master-Abschluss 1965 und wurde dort 1967 bei Alistair Cameron Crombie promoviert (The study of the thermal properties of gases in relation to physical theory from Montgolfier to Regnault). Danach war er zunächst Lehrer an der Tonbridge School und ab 1965 Research Fellow am Queen’s College in Oxford. 1966 wurde er Lecturer, 1975 Reader und 1987 Professor für Wissenschaftsgeschichte an der Lancaster University. 
1986 bis 1988 war er Direktor des Centre de Recherche en Histoire des Sciences et des Techniques an der Cité des sciences et de l’industrie des CNRS in Paris und 1988 wurde er Assistant Director des Science Museum in London.
Er war von 1988 bis 2006 Professor für Wissenschaftsgeschichte an der Universität Oxford und Fellow des Linacre College. Nach seiner Emeritierung war er Gastprofessor an der Johns Hopkins University, der East Carolina University, der Oregon State University und der nationalen tschechischen Technischen Hochschule in Prag.
Er befasst sich vor allem mit Geschichte von Naturwissenschaft und Technologie in Europa seit dem 18. Jahrhundert. Ein Schwerpunkt ist dabei Frankreich, die Beziehungen von Technologie, Industrie und Naturwissenschaften in Europa in der Neuzeit und internationaler Wissensaustausch im 19. und 20. Jahrhundert. 
2015 erhielt er die George-Sarton-Medaille und 2017 für sein Gesamtwerk die Koyré-Medaille. Er wurde 2007 Ehren-Fellow des Oriel College in Oxford. 2013 war er Gordon Cain Distinguished Fellow an der Chemical Heritage Foundation in Philadelphia. 1974 wurde er Fellow der Royal Historical Society und 1989 Fellow der Society of Antiquaries of London. 1980 bis 1982 war er Präsident der British Society of the History of Science und 1993 bis 1997 war er Präsident der Sektion Wissenschaftsgeschichte der International Union for the History and Philosophy of Science, deren Präsident er 1995 bis 1997 war. 2003 bis 2006 war er Präsident der European Society for the History of Science. Er ist Ritters des Ordre des Palmes Académiques (1998) und des Ordre des Arts et des Lettres (2006). 2004 erhielt er die Oskar von Miller Goldmedaille und 1998 die Dickinson Medal der Newcomen Society. 1981 wurde er korrespondierendes und 1986 volles Mitglied der Académie Internationale d’Histoire des Sciences. 1986 wurde er Ehrendoktor der Heriot-Watt University.
Fox gab die Notes and Records: the Royal Society Journal of the History of Science heraus.

## Schriften
Bücher:
- The Caloric Theory of Gases from Lavoisier to Regnault, Oxford: Clarendon Press 1971
- The Culture of Science in France 1700-1900, Aldershot: Variorum 1992
- Science, Industry and the Social Order in Post-Revolutionary France, Aldershot: Variorum 1995 (Aufsatzsammlung von Fox u. a.: Positivists, free thinkers and the reform of french science in the second empire)
- mit Charles Coulston Gillispie, Ivor Grattan-Guinness: Pierre-Simon Laplace : 1749-1827 : a life in exact science, Princeton, N.J.: Princeton University Press, 2. Auflage 1997
- The Savant and the State. Science and Cultural Politics in Nineteenth-Century France, Johns Hopkins University Press 2012
- Science without frontiers. Cosmopolitanism and National Interests in the World of Learning, 1870-1940, Oregon State University Press 2016

Herausgeberschaft:
- Herausgeber: Sadi Carnot. Réflexions sur la Puissance Motrice du Feu, Manchester University Press 1978, 1986, 1988, 1992
- Herausgeber mit George Weisz: The Organization of Science and Technology in France 1808-1914, Cambridge University Press 1980 (darin von Fox: The savant confronts his peers:  Scientific Societies in France 1815-1914)
- Herausgeber mit Anna Guagnini: Education, Technology and Industrial Performance in Europe 1850-1939, Cambridge University Press 1993
- Herausgeber: Technological Change,: methods and themes in the history of technology, Amsterdam: Harwood 1996, 2. Auflage 1998
- Herausgeber mit Anthony J. Turner: Luxury Trades and Consumerism in Ancien Régime Paris: Studies in the History of the Skilled Workforce, Aldershot 1998
- Herausgeber mit Agusti Nieto-Galan: Natural Dyestuffs and Industrial Culture in Europe, 1750-1880, Canton/Massachusetts, Science History Publications 1999
- Herausgeber: Thomas Harriot. An Elizabethan Man of Science, 2000
- Herausgeber mit Graeme Gooday: Physics in Oxford, 1839-1939 laboratories, learning, and college life, Oxford University Press 2005
- Herausgeber mit B. Joly: Franco-British Interactions in Science since the Seventeenth Century, 2010
- Herausgeber: Thomas Harriot and his World. Mathematics, Exploration, and Natural Philosophy in Early Modern England, Ashgate 2012
- Herausgeber mit Jed Z. Buchwald: Oxford Handbook of the History of Physics, Oxford University Press 2013

Einige Aufsätze:
- The rise and fall of Laplacian physics, British Journal for the History of Science, Band 4, 1975, S. 89–136.
- Scientific Enterprise and the patronage of research in France 1800-1870, Minerva, Band 11, 1973, S. 442–473.
- Science, the university and the state in ninteenth-century France, in: Gerald Geison, Professions and the French State 1700-1900, University of Pennsylvania Press 1984, S. 66–145.
- Science, Industry and Social Order in Mulhouse 1798-1871, British Journal of the History of Science, Band 17, 1984, S. 127–168.
- The view over the Rhine: perceptions of german science and technology in France 1860-1914, in: Y. Cohen, K. Manfrass, Frankreich und Deutschland, München: Beck 1990
- mit A. Guagnini: Laboratories, Workshops and Sites: concepts and practices of research in industrial Europe, 1800-1914, Historical Studies in the Physical and Biological Sciences, Band 29, 1998, S. 55–140, Band 29, 1999, S. 193–294.